# Miguelitos
Els miguelitos o miguelitos de La Roda són un tipus de pastís fet a La Roda, Castella - la Manxa. Són un pastisset tradicional prou senzill. Consisteix en una secció de pasta de full farcida amb de crema i coberta de sucre en pols. A la Manxa és costum menjar els miguelitos acompanyats amb cafè amb llet o amb oruxo.